# Kroměřížpalatset
Kroměřížpalatset (tyska: Schloss Kremsier, tjeckiska: Zámek Kroměříž eller Arcibiskupský zámek) är ett palats som tidigare utgjorde residenset för biskoparna och (sedan 1777) ärkebiskoparna i Olomouc.
Det första residenset på fastigheten grundades av biskop Stanislas Thurzo 1497. Byggnaden var i sengotisk stil, med minimum av renässansdetaljer. Under Trettioåriga kriget, plundrades palatset av Sveriges armé (1643). 
Det var inte förrän 1664 som en biskop från en mäktig Liechtensteinfamilj gav arkitekten Filiberto Lucchese uppdraget att förnya palatset i barockstil. Huvudmonumentet av Luccheses arbete i Kroměříž är nöjesträdgården framför palatset. Vid Luccheses död 1666, slutförde Giovanni Pietro Tencalla hans arbete på den formella trädgården och lät bygga om palatset i en stil som påminner om Turinska skolan som han tillhörde. 
Efter palatset var urblåst av en större brand i mars 1752, kom två ledande kejserliga konstnärer, Franz Anton Maulbertsch och Josef Stern, till residenset för att dekorera palatsets salar med sina arbeten. Utöver deras målningar, har palatset än idag en konstsamling, allmänt ansett som den näst mest utsökta i landet, som inkluderar  Titians sista mytologiska målning, Hudflängningen av Marsyas. Den största delen av samlingen förvärvades av biskop Karel i Köln 1673. Palatset har även ett enastående musikarkiv och ett bibliotek med 33 000 volymer.
Palatset är uppsatt på världsarvslistan. Som nomineringshandlingarna förklarar, "slottet är i gott men inte enastående exempel på en typ av aristokratiskt eller furstligt residens som har överlevt på många ställen i Europa. Nöjesträdgården, däremot, är en mycket sällsynt och ett till stora delar intakt exempel på en barockträdgård". Till skillnad från formella parterren finns där även en mindre formell engelsk trädgård från 1800-talet, som har klarat sig väl under översvämningarna 1997.
Interiören var i stor utsträckning använt av Miloš Forman som en stand-in för Wiens Hofburgs kejserliga palats under filmandet av  Amadeus (1984), baserad på Wolfgang Amadeus Mozart liv (som dock i verkligheten aldrig besökte Kroměříž). Den stora audienssalen användes även i filmen Immortal Beloved (1994), i piankonsertscenen.